# Lutas nos Jogos Olímpicos de Verão de 1984
As lutas nos Jogos Olímpicos de Verão de 1984 foram realizadas em Los Angeles, com vinte eventos disputados, sendo dez categorias de luta greco-romana e dez categorias de luta livre.

## Eventos da luta
Luta livre: até 48 kg | 48-52 kg | 52-57 kg | 57-62 kg | 62-68 kg | 68-74 kg | 74-82 kg | 82-90 kg | 90-100 kg | +100 kg 

Luta greco-romana: até 48 kg | 48-52 kg | 52-57 kg | 57-62 kg | 62-68 kg | 68-74 kg | 74-82 kg | 82-90 kg | 90-100 kg | +100 kg

## Luta livre

### Luta livre - até 48 kg
| Pos. | País                 | Atletas       |
| ---- | -------------------- | ------------- |
|      | Estados Unidos (USA) | Robert Weaver |
|      | Japão (JPN)          | Takashi Irie  |
|      | Coreia do Sul (KOR)  | Son Gab-Do    |

### Luta livre - 48-52 kg
| Pos. | País                | Atletas       |
| ---- | ------------------- | ------------- |
|      | Iugoslávia (YUG)    | Šaban Trstena |
|      | Coreia do Sul (KOR) | Kim Jong-Kyu  |
|      | Japão (JPN)         | Yuji Takada   |

### Luta livre - 52-57 kg
| Pos. | País                 | Atletas          |
| ---- | -------------------- | ---------------- |
|      | Japão (JPN)          | Hideaki Tomiyama |
|      | Estados Unidos (USA) | Barry Davis      |
|      | Coreia do Sul (KOR)  | Kim Eui-Kon      |

### Luta livre - 57-62 kg
| Pos. | País                 | Atletas       |
| ---- | -------------------- | ------------- |
|      | Estados Unidos (USA) | Randall Lewis |
|      | Japão (JPN)          | Kosei Akaishi |
|      | Coreia do Sul (KOR)  | Lee Jung-Keun |

### Luta livre - 62-68 kg
| Pos. | País                 | Atletas       |
| ---- | -------------------- | ------------- |
|      | Coreia do Sul (KOR)  | You In-Tak    |
|      | Estados Unidos (USA) | Andrew Rein   |
|      | Finlândia (FIN)      | Jukka Rauhala |

### Luta livre - 68-74 kg
| Pos. | País                     | Atletas      |
| ---- | ------------------------ | ------------ |
|      | Estados Unidos (USA)     | Dave Schultz |
|      | Alemanha Ocidental (FRG) | Martin Knosp |
|      | Iugoslávia (YUG)         | Šaban Sejdi  |

### Luta livre - 74-82 kg
| Pos. | País                 | Atletas            |
| ---- | -------------------- | ------------------ |
|      | Estados Unidos (USA) | Mark Schultz       |
|      | Japão (JPN)          | Hideyuki Nagashima |
|      | Canadá (CAN)         | Christopher Rinke  |

### Luta livre - 82-90 kg
| Pos. | País                 | Atletas       |
| ---- | -------------------- | ------------- |
|      | Estados Unidos (USA) | Edward Banach |
|      | Japão (JPN)          | Akira Ota     |
|      | Grã-Bretanha (GBR)   | Noel Loban    |

### Luta livre - 90-100 kg

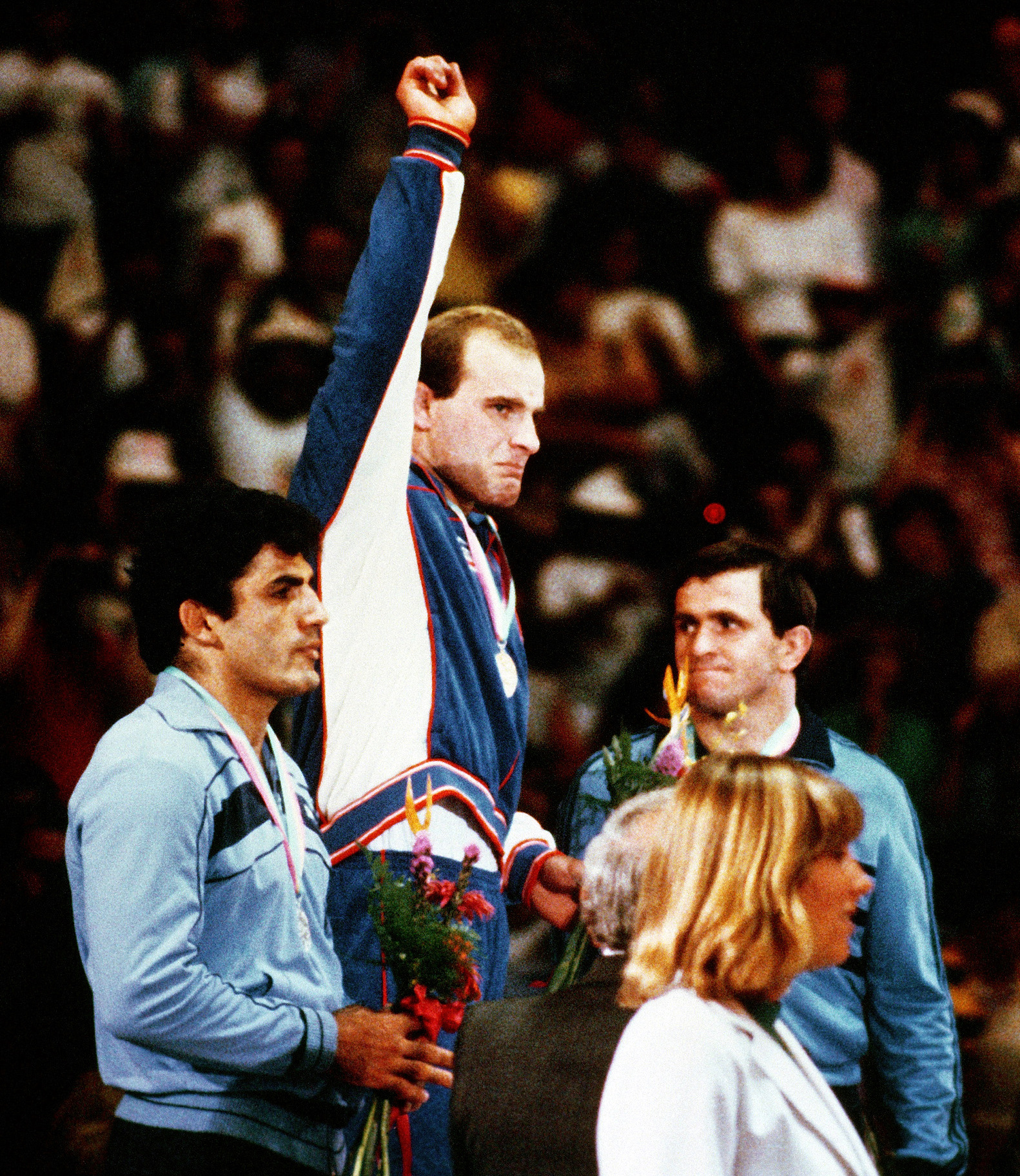
Medalhistas da categoria até 100 kg. Da equerda para a direita: Atiyeh, Banach e Puşcaşu

| Pos. | País                 | Atletas        |
| ---- | -------------------- | -------------- |
|      | Estados Unidos (USA) | Louis Banach   |
|      | Síria (SYR)          | Joseph Atiyeh  |
|      | Romênia (ROM)        | Vasile Puşcaşu |

### Luta livre - +100 kg
| Pos. | País                 | Atletas           |
| ---- | -------------------- | ----------------- |
|      | Estados Unidos (USA) | Bruce Baumgartner |
|      | Canadá (CAN)         | Robert Molle      |
|      | Turquia (TUR)        | Ayhan Taşkın      |

## Luta greco-romana

### Luta greco-romana - até 48 kg
| Pos. | País                     | Atletas         |
| ---- | ------------------------ | --------------- |
|      | Itália (ITA)             | Vincenzo Maenza |
|      | Alemanha Ocidental (FRG) | Markus Scherer  |
|      | Japão (JPN)              | Ikuzo Saito     |

### Luta greco-romana - 48-52 kg
| Pos. | País                | Atletas         |
| ---- | ------------------- | --------------- |
|      | Japão (JPN)         | Atsuji Miyahara |
|      | México (MEX)        | Daniel Aceves   |
|      | Coreia do Sul (KOR) | Bang Dae-Du     |

### Luta greco-romana - 52-57 kg
| Pos. | País                     | Atletas             |
| ---- | ------------------------ | ------------------- |
|      | Alemanha Ocidental (FRG) | Pasquale Passarelli |
|      | Japão (JPN)              | Masaki Eto          |
|      | Grécia (GRE)             | Charalambos Holidis |

### Luta greco-romana - 57-62 kg
| Pos. | País                | Atletas             |
| ---- | ------------------- | ------------------- |
|      | Coreia do Sul (KOR) | Kim Weon-Kee        |
|      | Suécia (SWE)        | Kent-Olle Johansson |
|      | Suíça (SUI)         | Hugo Dietsche       |

### Luta greco-romana - 62-68 kg
| Pos. | País                 | Atletas        |
| ---- | -------------------- | -------------- |
|      | Iugoslávia (YUG)     | Vlado Lisjak   |
|      | Finlândia (FIN)      | Tapio Sipilä   |
|      | Estados Unidos (USA) | James Martinez |

### Luta greco-romana - 68-74 kg
| Pos. | País            | Atletas        |
| ---- | --------------- | -------------- |
|      | Finlândia (FIN) | Jouko Salomäki |
|      | Suécia (SWE)    | Roger Tallroth |
|      | Romênia (ROM)   | Ştefan Rusu    |

### Luta greco-romana - 74-82 kg
| Pos. | País          | Atletas               |
| ---- | ------------- | --------------------- |
|      | Romênia (ROM) | Ion Draica            |
|      | Grécia (GRE)  | Demetrios Thanopoulos |
|      | Suécia (SWE)  | Sören Claesson        |

### Luta greco-romana - 82-90 kg
| Pos. | País                 | Atletas         |
| ---- | -------------------- | --------------- |
|      | Estados Unidos (USA) | Steve Fraser    |
|      | Romênia (ROM)        | Ilie Matei      |
|      | Suécia (SWE)         | Frank Andersson |

### Luta greco-romana - 90-100 kg
| Pos. | País                 | Atletas        |
| ---- | -------------------- | -------------- |
|      | Romênia (ROM)        | Vasile Andrei  |
|      | Estados Unidos (USA) | Gregory Gibson |
|      | Iugoslávia (YUG)     | Jožef Tertei   |

### Luta greco-romana - +100 kg
| Pos. | País                 | Atletas          |
| ---- | -------------------- | ---------------- |
|      | Estados Unidos (USA) | Jeff Blatnick    |
|      | Iugoslávia (YUG)     | Refik Memišević  |
|      | Romênia (ROM)        | Victor Dolipschi |

## Quadro de medalhas da luta
| Ordem | País                   | Medalha de ouro | Medalha de prata | Medalha de bronze | Total |
| ----- | ---------------------- | --------------- | ---------------- | ----------------- | ----- |
| 1     | USA Estados Unidos     | 9               | 3                | 1                 | 13    |
| 2     | JPN Japão              | 2               | 5                | 2                 | 9     |
| 3     | KOR Coreia do Sul      | 2               | 1                | 4                 | 7     |
| 4     | ROM Romênia            | 2               | 1                | 3                 | 6     |
| 5     | YUG Iugoslávia         | 2               | 1                | 2                 | 5     |
| 6     | FRG Alemanha Ocidental | 1               | 2                | 0                 | 3     |
| 7     | FIN Finlândia          | 1               | 1                | 1                 | 3     |
| 8     | ITA Itália             | 1               | 0                | 0                 | 1     |
| 9     | SWE Suécia             | 0               | 2                | 2                 | 4     |
| 10    | CAN Canadá             | 0               | 1                | 1                 | 2     |
| 10    | GRE Grécia             | 0               | 1                | 1                 | 2     |
| 12    | MEX México             | 0               | 1                | 0                 | 1     |
| 12    | SYR Síria              | 0               | 1                | 0                 | 1     |
| 14    | GBR Grã-Bretanha       | 0               | 0                | 1                 | 1     |
| 14    | SUI Suíça              | 0               | 0                | 1                 | 1     |
| 14    | TUR Turquia            | 0               | 0                | 1                 | 1     |